# Landesbetrieb Straßenbau NRW
Der Landesbetrieb Straßenbau Nordrhein-Westfalen, kurz Straßen.NRW, ist als Straßenbauverwaltung verantwortlich für die Planung, den Bau und den Betrieb des überörtlichen Straßennetzes in Nordrhein-Westfalen (NRW) und wurde als Landesbehörde zum 1. Januar 2001 gegründet. Insgesamt betreut Straßen.NRW 3.947 km Bundesstraßen und 11.611 km Landesstraßen, aber auch rund 1.000 Kreisstraßen und rund 7.840 Kilometer Radwege sowie rund 6.800 Bauwerke wie Brücken, Tunnel und Verkehrszeichenbrücken (Stand 2022).
Betriebssitz und Zentrale ist seit dem 13. Dezember 2004 Gelsenkirchen. Die Regionalniederlassungen sowie zugehörige Außenstellen des Landesbetriebes für das operative Geschäft befinden sich in den Städten Aachen, Bielefeld, Bochum, Coesfeld, Euskirchen, Gummersbach, Hagen, Hamm, Köln, Krefeld, Meschede, Mönchengladbach, Münster, Paderborn, Siegen und Wesel; hinzu kommen 56 Straßenmeistereien (SM) für die laufende Unterhaltung des Straßennetzes sowie die Landesverkehrszentrale NRW. Der Landesbetrieb beschäftigt in Nordrhein-Westfalen rund 4.000 Mitarbeiter. 2020 wurden rund 1,4 Milliarden Euro Straßenbaumittel umgesetzt.
Bis zum Ende des Jahres 2000 wurden die vorgenannten Aufgaben für den überregionalen Straßenbau in NRW von den kommunalen Landschaftsverbänden der Landesteile Nordrhein (Landschaftsverband Rheinland in Köln) und Westfalen (Landschaftsverband Westfalen-Lippe in Münster) wahrgenommen. Deren Straßenbauverwaltungen wurden durch ein Landesgesetz zum 31. Dezember 2000 aufgelöst und in einer eigens dafür neu gegründeten Landesbehörde als Landesbetrieb Straßenbau Nordrhein-Westfalen am 1. Januar 2001 zusammengelegt. Bis Mitte Dezember 2004 gab es je einen Betriebssitz an den bisherigen Standorten der Straßenbauverwaltungen in Köln und in Münster.
Die Autobahnen in Nordrhein-Westfalen werden seit dem 1. Januar 2021 von der Autobahn GmbH des Bundes betreut.

## Regionale Organisation
Mit Wirkung vom 1. Januar 2007 wurden durch eine Strukturoptimierung einzelne Niederlassungen zu Regionalniederlassungen (RNL) zusammengeführt.
Regionalniederlassungen sind:
- Münsterland
  - Hauptstelle: Coesfeld
  - Außenstelle: Münster
  - Straßenmeistereien: Beckum, Legden, Lüdinghausen, Münster, Rhede, Steinfurt, Westerkappeln
- Niederrhein
  - Hauptstelle: Mönchengladbach
  - Außenstelle: Wesel
  - Straßenmeistereien: Geldern, Grevenbroich, Heinsberg, Kleve, Meerbusch, Moers, Nettetal, Voerde

- Ostwestfalen-Lippe
  - Hauptstelle: Bielefeld
  - Straßenmeistereien: Espelkamp, Halle, Lemgo, Löhne, Minden, Schieder, Wiedenbrück
- Rhein-Berg
  - Hauptstelle: Gummersbach
  - Außenstelle: Köln
  - Straßenmeistereien: Burscheid, Eitorf, Lohmar, Solingen, Waldbröl, Wiehl, Wipperfürth
- Ruhr
  - Hauptstelle: Bochum
  - Straßenmeistereien: Marl, Unna, Dortmund, Velbert
- Sauerland-Hochstift
  - Hauptstelle: Meschede
  - Außenstelle: Paderborn
  - Straßenmeistereien: Arnsberg, Brakel, Brilon, Erwitte, Meschede, Salzkotten, Willebadessen (Peckelsheim), Winterberg
- Südwestfalen
  - Hauptstelle: Netphen
  - Außenstelle: Hagen
  - Straßenmeistereien: Erndtebrück, Herscheid, Iserlohn, Kreuztal, Lennestadt, Schwelm, Wilnsdorf
  - Stützpunkt: Lüdenscheid
- Ville-Eifel
  - Hauptstelle: Euskirchen
  - Außenstelle: Aachen
  - Straßenmeistereien: Aachen, Bergheim, Blankenheim, Jülich, Rheinbach, Schleiden, Simmerath, Weilerswist